# Kruševac
Kruševac (in serbo Крушевац?) è una città e un comune, nonché capoluogo del distretto di Rasina nella parte centrale della Serbia Centrale.

## Sport

### Calcio
Il FK Napredak Kruševac è la principale società calcistica cittadina, che milita nella massima divisione serba.

### Pallacanestro
La squadra principale della città è il KK Napredak Kruševac.

## Amministrazione

### Gemellaggi
- Pistoia, dal 1967
- Volgograd, dal 1999[2]